# Gäddtjärnen (Lima socken, Dalarna, 676964-135291)
Gäddtjärnen är en sjö i Malung-Sälens kommun i Dalarna och ingår i Dalälvens huvudavrinningsområde.